# Eusapia Palladino

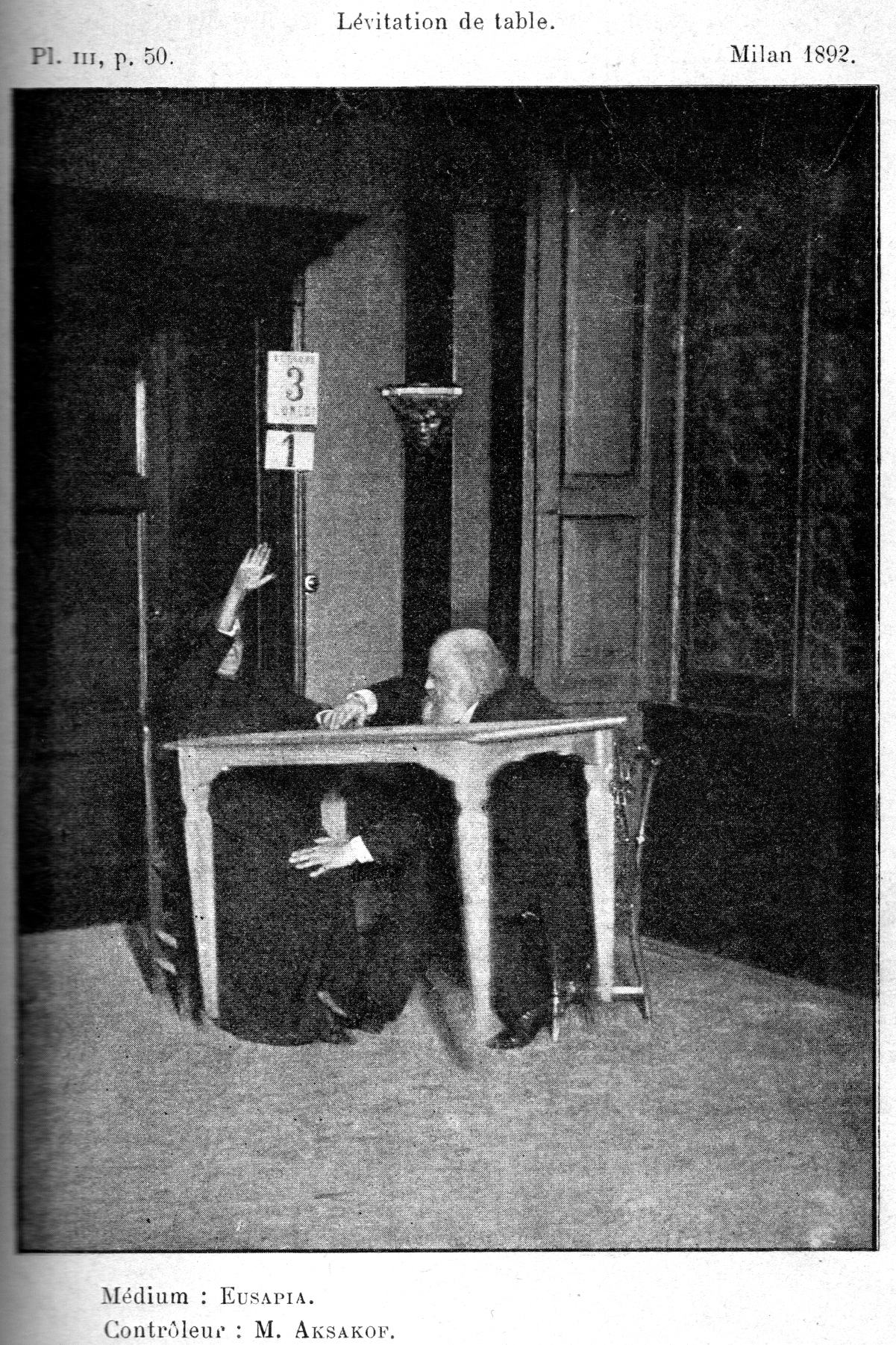
A médium é observada por Alexandre Aksakof (Milão, 1892).

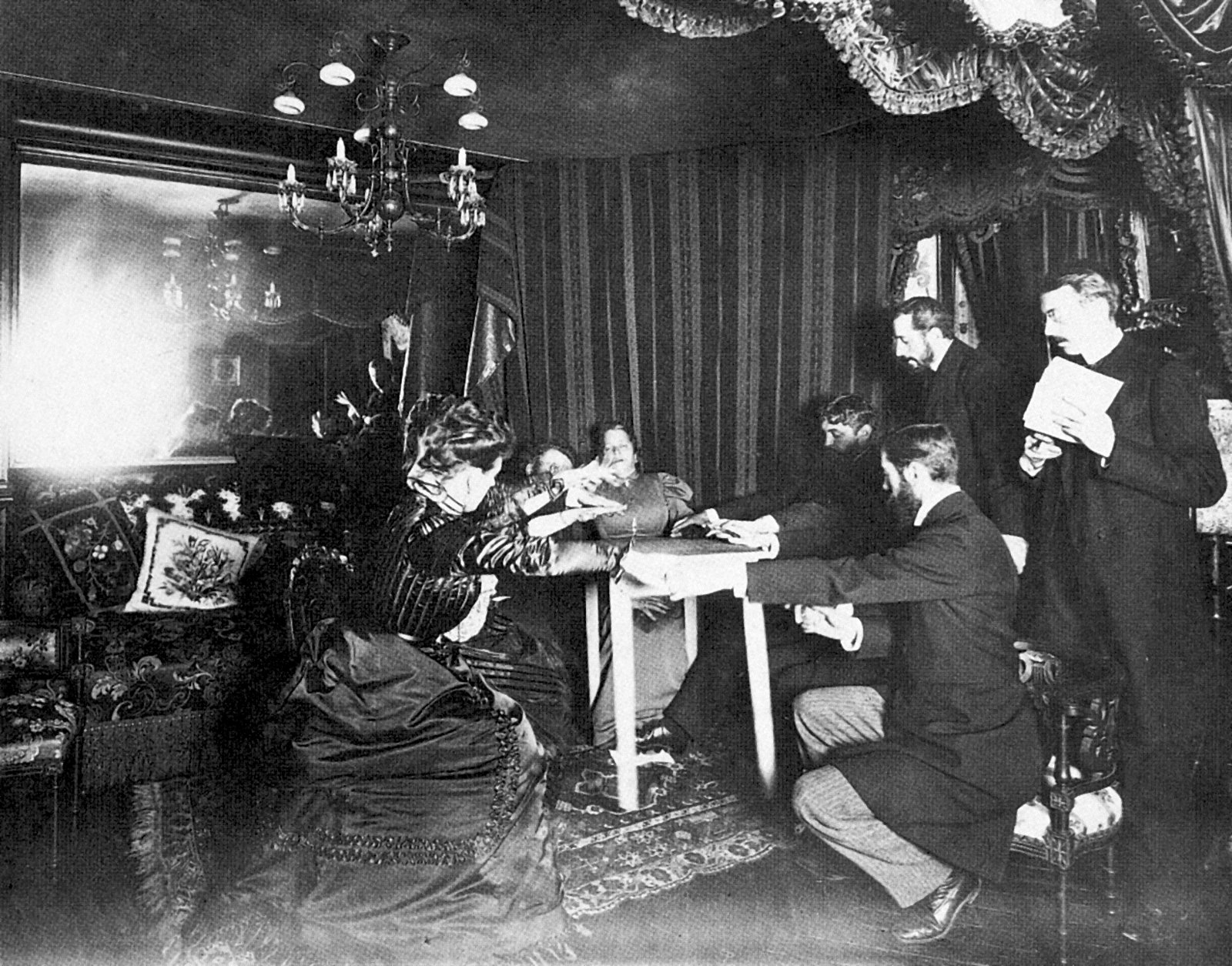
A médium faz levitar uma mesa na casa de Camille Flammarion (25 de Novembro de 1898).

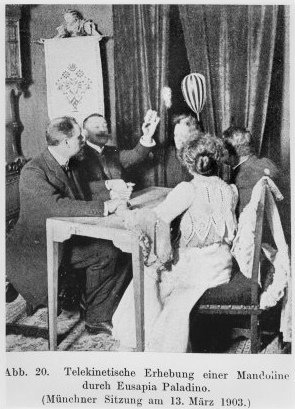
A médium faz levitar um bandolim (13 de Março de 1903).

Eusapia Palladino (Minervino Murge, 31 de março de 1854 — Nápoles, 9 de julho de 1918) foi uma médium italiana. Foi a primeira médium de efeitos físicos a ser submetida a experiências pelos cientistas da época, tais como Alexandre Aksakof, César Lombroso, Charles Richet, Enrico Morselli, Pierre Curie e outros.
Nos Estados Unidos foi descrita como uma médium que poderia usar de truques quando o seu dom lhe falhava, embora Hereward Carrington estivesse convencido de que ela podia efetivamente realizar atos sobrenaturais.

## Biografia e opiniões positivas
A sua mãe morreu no seu parto e o seu pai quando quando tinha doze anos de idade. Recebeu pouquíssima instrução primária e icevette una scarsa (o nessuna) educazione scolastica e, por ser órfã, foi acolhida como babá poruma família da cidade de Nápoles. Casou-se muito jovem com um Si sposò in giovane età con un ilusionista ambulante.
As primeiras manifestações de sua mediunidade consistiram no movimento e levitação espontâneos de objetos, quando contava apenas quatorze anos de idade, registrados na casa de um amigo, com quem residia.
Aos 23 anos de idade, graças a um espírita convicto, um senhor de sobrenome Damiani, conheceu o Espiritismo.
Por volta do ano de 1888 tornou-se conhecida no mundo científico em virtude de uma carta do Prof. Ercole Chiaia enviada ao criminalista César Lombroso, relatando detalhadamente as experiências já realizadas por ele com a médium, carta essa publicada no jornal "Il Fanfulla dela Domênica". Entre outras, o missivista informava:
"A doente é uma mulherzinha de modestíssima condição social, com cerca de trinta anos, robusta, iletrada e cujo passado, porque vulgaríssimo, não merece ser esquadrinhado; que nada apresenta de notável, a não ser as pupilas de fascinante brilho e essa potencialidade, que os criminalistas diriam irresistível."
Em outro trecho da mesma missiva, afirmava:
"Quando quiserdes, essa mulherzinha será capaz de, encerrada numa sala, divertir durante horas, por meio de surpreendentes fenômenos, todo um grupo de curiosos mais ou menos céticos, ou mais ou menos acomodatícios."
Encerrava a missiva convidando o célebre alienista, a investigar, diretamente, os fenômenos por ele constatados na médium.
Três anos mais tarde, em 1891, Lombroso aceitou o convite, realizando, uma série de sessões com a médium. Esses trabalhos foram acompanhados por uma comissão em Milão, integrada pelos professores Schiaparelli, diretor do Observatório de Milão; Gerosa, Catedrático de Física; Ermacora, Doutor em Filosofia, de Munique, e o Prof. Charles Richet, da Universidade de Paris.
Além dessas sessões, muitas outras foram realizadas, com a presença de homens de ciência, não só da Europa, como também da América.
Lombroso, diante da evidência dos fatos, converteu-se ao Espiritismo, tendo declarado: "Estou cheio de confusão e lamento haver combatido, com tanta persistência, a possibilidade dos fatos chamados espíritas."
A conversão de Lombroso deveu-se também ao fato de o espírito de sua mãe haver-se materializado em uma das sessões realizadas com Eusápia.
Em 1894, o Nobel em Medicina Charles Richet realizou várias sessões experimentais com a médium em sua própria residência, e considerou autênticas as levitações parciais e completas de mesa, além de outros fenômenos de efeitos físicos.
Em 1895, o casal de cientistas vencedores de Prêmios Nobel Pierre Curie e Marie Curie também testaram Palladino e consideram autênticos os fenômenos de efeitos físicos produzidos por ela, como consta em carta que enviaram ao físico Louis Georges Gouy no mesmo ano:
"Foi muito interessante e, realmente os fenômenos que vimos pareciam inexplicáveis como truques, mesas com quatro pernas suspensas, movimentos de objetos até a certa distância, mãos que beliscam ou acariciam a pessoa, aparições luminosas. Tudo num local preparado por nós, com um pequeno número de espectadores, todos conhecidos nossos e sem qualquer possível cúmplice. O único truque possível é o que poderia resultar da extraordinária facilidade da médium como mágica. Mas, como explicar o fenômeno quando se está segurando as mãos e os pés dela e quando a luz é suficiente para se ver tudo que acontece?"
Em 1906, Pierre, poucos dias antes de morrer, reafirmou sua convicção de que os fenômenos mediúnicos de Paladino eram autênticos, novamente em carta enviada para Georges Gouy:
"Tivemos mais algumas sessões com a médium Palladino. O resultado é que esses fenômenos realmente existem e não é mais possível para mim duvidar disso. É improvável, mas existem, e é impossível negar isso, após as sessões que tivemos, em condições controladas. Uma espécie de membros fluidos destacam-se da médium (principalmente dos braços e das pernas…) e empurram com força os objetos. Esses membros fluidos se formam em geral sobre um pedaço de material negro… Mas algumas vezes eles pulam para o ar aberto. Não tenho dúvida que depois de algumas boas sessões, você se convencerá… Você, que tem uma intuição tão grande, com tanta frequência sobre os fenômenos, como explica esses deslocamentos de objetos de uma distância, como concebe que a coisa seja possível? Existe aqui, em minha opinião, todo um território de fatos inteiramente novos, e estados físicos no espaço, dos quais não temos qualquer ideia."
Sir Oliver Lodge, professor de Filosofia Natural do Colégio de Bedford, Catedrático de Física da Universidade de Liverpool, Reitor da Universidade de Birmingham, e que foi, também, por longos anos, presidente da Associação Britânica de Cientistas, após as experiências realizadas com Eusápia, apresentou um relatório à Sociedade de Pesquisas da Inglaterra, dizendo, entre outras coisas:
"(...) qualquer pessoa, sem invencível preconceito, que tenha tido a mesma experiência, terá chegado à mesma larga conclusão, isto é, que atualmente acontecem coisas consideradas impossíveis... O resultado de minha experiência é convencer-me de que certos fenômenos geralmente considerados anormais, pertencem à ordem natural e, como um corolário disto, que esses fenômenos devem ser investigados e verificados por pessoas e sociedades interessadas no conhecimento da natureza."
Eusápia visitou a América do Norte em 1910. Na cidade de Nova York, o mágico Howard Thurston ("The King of Cards") e um assistente controlaram as mãos e os pés da médium em boa luz, durante uma sessão. Após os trabalhos, Howard declarou:
"Fui testemunha pessoal das levitações da mesa da senhora Paladino... e estou absolutamente convencido de que os fenômenos que vi não eram devidos à fraude e não foram executados nem por seus pés, nem por seus joelhos ou mãos."
A médium faleceu na pobreza, uma vez que do pouco que possuía tinha o hábito de distribuí-lo com os pobres no exercício da caridade.

## Opiniões negativas
Em uma série de testes a médium foi considerada legítima. Entretanto, W. S. Davis, em conjunto com John W. Sargent e James L. Kellogg observaram sessões de Eusápia e alegaram que ela fazia levitações e outros acontecimentos usando truques. Esses relatos estão descritos no livro "A Magician Among the Spirits", de Harry Houdini:
"[As batidas] eram facil e imperceptivelmente produzidas por deslizar de dedos sobre a mesa."
"(...) a mesa era estabilizada por cima pela mão de Eusápia, enquanto por baixo levantada pelo seu dedão do pé, formando uma pinça humana perfeita."
Em carta a Houdini, W. S. Davis escreve:
"Bibliotecas nesse país (EUA) e Europa contêm muitos livros nos quais se afirma que Eusápia possui poderes ocultos cientificamente comprovados. Gerações por séculos provavelmente serão influenciadas por tais livros. Eles existem apenas para criar superstição e ignorância e é uma pena que a circulação deles seja permitida. Eusápia é uma das maiores enganadoras do mundo (...) e conseguiu enganar mais cientistas que qualquer outro médium."
O parapsicólogo Hareward Carrington confirmou que ela foi descoberta fraudando supostos fenômenos mediúnicos mas também acreditava que ela realizava alguns fenômenos mediúnicos genuínos.